# Ekin (Name)
Ekin ist ein türkischer männlicher und (überwiegend) weiblicher Vorname, der auch als Familienname vorkommt. In der Alltagssprache hat Ekin u. a. die Bedeutung „Weizen“ bzw. „Weizenkultur“.

## Namensträger

### Weiblicher Vorname
- Ekin Deligöz (* 1971), deutsche Politikerin
- Ekin Türkmen (* 1984), türkische Schauspielerin

### Männlicher Vorname
- Ekin Çelebi (* 2000), deutsch-türkischer Fußballspieler
- Ekin Mert Daymaz (* 1990), türkischer Schauspieler und Model
- Ekin Koç (* 1992), türkischer Filmschauspieler

### Familienname
- Hasan Ekin (1909–1967), türkischer Fußballspieler, -trainer und -funktionär

## Varianten
- Ekinci